# GDELT项目
全球事件、语言和音调数据库（英語：Global Database of Events, Language, and Tone），简称GDELT项目（英語：GDELT Project），是雅虎公司的卡莱弗·H·李塔鲁和乔治城大学教授菲利普·施罗德等发起的一个全球性事件时空数据集。其设立的宗旨在于“倡导汇总世界各国全人类社会的所思所行，将这个星球上任一个人、任一组织、任一地点、任一数目、任一主题、任一报道、任一实践联结为庞大的单一网络，通过事件网络了解每一天正在发生的全球性事件及其所涉人物和社会反响”。
项目的发起人之一的菲利普·施罗德在2011年1月发表的会议论文中讲述了创建项目的早期探索与实践。目前数据可以通过Google雲端平台获取。